# Hemíono
O hemíono (Equus hemionus) (do grego antigo ἡμίονος: meio-asno, de hēmi-, metade + ὄνος, asno), por vezes chamado asno, onagro, burro, jumento ou zécora, é uma espécie de equídeo asiático.

## Subespécies
- Asno-selvagem-mongol, Equus hemionus hemionus
- Kulan turcomênio, Equus hemionus kulan
- Onagro persa, Equus hemionus onager
- Asno-selvagem-indiano ou Khur, Equus hemionus khur
- Jumento-selvagem-sírio, Equus hemionus hemippus (extinto)
- Burro selvagem europeu Equus hemionus hydruntinus (extinto)